# ティファリティ
ティファリティ（アラビア語: تيفاريتي,スペイン語: Tifariti）、またはティファリタ（Tifarita）は西サハラの都市・基礎自治体のひとつ。モロッコが建設した砂の壁の外側（別名解放区）に位置し、モーリタニアの国境が近い。近くにはビル・ラフルー、メヘアーズ（以上の2都市はサハラ・アラブ民主共和国が実効支配）、スマラ（モロッコが実効支配）がある。西サハラについてはモロッコとサハラ・アラブ民主共和国（ポリサリオ戦線）が領有権を主張しているが、ティファリティについてはサハラ・アラブ民主共和国が実効支配している。ティファリティは2008年2月27日のサハラ・アラブ民主共和国建国宣言32周年を期して、亡命政府によってビル・ラフルーに代わって新たな臨時首都として宣言されている。
ティファリティには難民キャンプのほかに1994年開院のナバッラ病院（Navarra hospital）、Erqueyez Archaeological Park、ティファリティ大学やモスクなどがある。
また、2007年以降様々な国のアーティストによる「ARTifariti」も開催されている。

## 姉妹都市
カッコ内は締結年。
- イタリア
  - トスカーナ州 アリアーナ（1994年4月20日）[6]
  - モリーゼ州 カンポマリーノ（2005年11月29日）[7]
  - トスカーナ州 ローロ・チュッフェンナ[6]
  - トスカーナ州 ポンタッシエーヴェ（1987年）[6]
  - エミリア＝ロマーニャ州 レッジョーロ（2014年2月8日）[8]
  - トスカーナ州 ヴィッキオ[6]

- スペイン
  - バレンシア州 Aldaia（2004年2月24日）
  - バスク州 Artea[9]
  - バスク州 バルマセダ[10]
  - バスク州 Bedia[11]
  - アンダルシア州 カルモーナ（英語版）（2009年10月30日）[12]
  - バスク州 Dima[13]
  - バスク州 Igorre[14]
  - アンダルシア州 Istán（2009年10月15日）
  - アンダルシア州 Las Gabias
  - アンダルシア州 Los Palacios y Villafranca（1998年8月5日）[15]
  - バスク州 アラサーテ/モンドラゴン[16]
  - アンダルシア州 セビリア
  - バスク州 Trucios-Turtzioz[17]
  - カスティーリャ・レオン州 Venta de Baños（2009年2月10日）[18]

- タンザニア
  - アルーシャ州 アルーシャ（2009年12月21日）
  - ムベヤ州 ムベヤ（2009年12月21日）
  - ムワンザ州 ムワンザ（2009年12月21日）
  - ルクワ州 スンバワンガ（2009年12月21日）
  - タンガ州 タンガ（2009年12月21日）

- ベネズエラ
  - ボリバル州 カロニ（英語版）（2011年7月25日）[19]
  - 首都地区 リベルタドル（2005年11月27日）[20]

- セネガル
  - ダカール州 ゲジャワイ（2009年12月21日）

- アルジェリア
  - マスカラ県 マスカラ（2008年6月9日）

- マリ
  - トンブクトゥ州 トンブクトゥ（2009年12月21日）